# Муррина

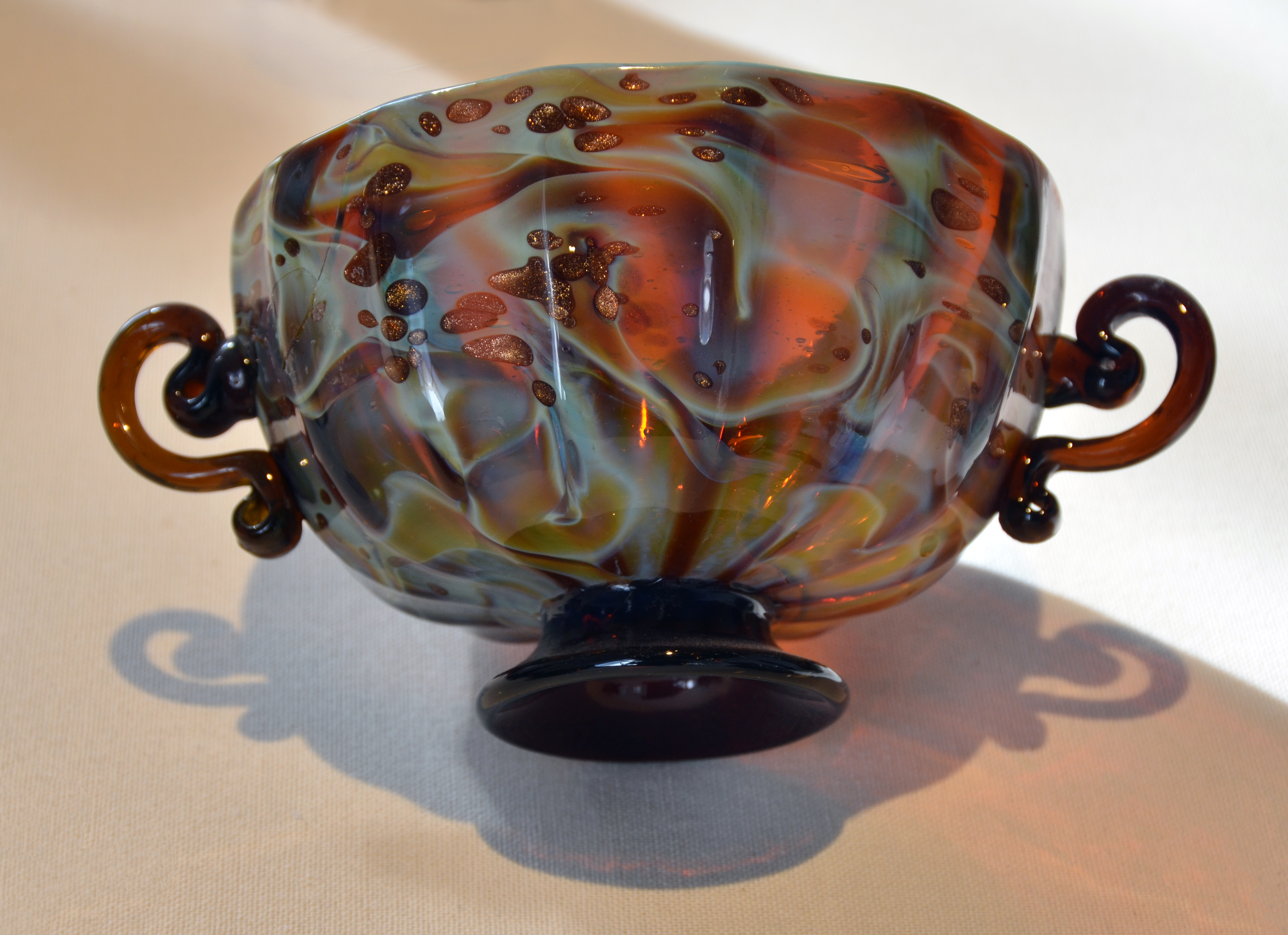
«Халцедоновая» чаша-муррина. XVII в. Стекло. Мурано, Венеция

Муррина (лат. murrina, возм. от лат. murrha — название минерала, предположительно плавикового шпата) — античное название изделия и техники изготовления изделий из стекла пятнистой, узорчатой текстуры. Предполагается, что вначале словом «муррина» именовали какой-то минерал, который добывали в Парфии. Название минерала, возможно, возникло от слова «murra», бальзамического сока дерева мирры, которым пропитывали этот минерал для прочности при обработке шлифованием и резанием. Упоминания об этом встречаются в текстах Проперция, Светония. Плиний Старший также пишет о дорогих «мурриновых сосудах и чашах», которые «посылает Восток».
Такие сосуды появлялись в Риме около 60 г. до н. э. Так, Проперций в «Элегиях» (около 16 г. до н. э.) сообщает о «мурриновых кубках (murreus pocula), обожжённых в печах у парфян» (IV, 5:26). Однако в большинстве случаев, как считают исследователи, речь идёт о сосудах из сардоникса, плавикового шпата (флюорита) или агата. Так, известно, что античные мастера нагревали агат для изменения его окраски. Но так же, вероятно, называли и сосуды из стекла, сделанные в подражание пятнистой или полосчатой текстуре агата.
В Древнем Риме муррины ценили очень высоко. По свидетельству Плиния, в своей любви к мурринам всех превзошёл император Нерон, заплативший за один мурриновый кубок миллион сестерциев. Даже осколки этих изделий ценили на вес золота и хранили вместе с прахом умерших в урнах и саркофагах. Считали также, что мурриновые сосуды способны обезвреживать яды в напитках.
В Средневековье и в эпоху Итальянского Возрождения стеклоделы умели изготавливать кубки и чаши из нескольких слоёв стекла разного цвета, набирая такие слои последовательно на заготовку прямо у стеклодувной печи. Такие изделия были похожи на слоистый агат, и их также называли мурринами. На острове Мурано в Венецианской лагуне мастера, используя приёмы техники миллефиори, изготавливают «венецианские бусы», обкатывая стеклянные шарики в разноцветных нитях с помощью газовой горелки. Французское название таких бус — «perles mosaiques» («мозаичные жемчужины»). Подобные изделия с 1859 года выпускала мастерская Антонио Сальвиати на о. Мурано. Стекло, воспроизводящее текстуру полудрагоценных камней, Сальвиати называл «смальтовым». В историю искусства оно вошло под немецким названием Schmelzglas.
В 1878 году аббат Винченцо Дзанетти, исследователь венецианского стеклоделия, инициатор создания мастерских и Музея стекла на о. Мурано (1862), использовал античное название для обозначения большей части современных изделий муранского стекла. Этим он спровоцировал путаницу названий, которая проникла в торговую номенклатуру, обыденные суждения, популярную литературу и путеводители для туристов. Любители стали отождествлять названия «муранское стекло», или попросту «мурано», и античные муррины, хотя подобные изделия различаются по этимологии названий, месту и времени создания, а также по особенностям технологии. Эти различия весьма существенны для специалистов и коллекционеров.